# Susan terve
A Susan terve (eredeti cím: Susan's Plan) 1998-ban bemutatott amerikai fekete komédia, melyet John Landis írt és rendezett. A főszerepben Nastassja Kinski, Dan Aykroyd, Billy Zane, Rob Schneider, Lara Flynn Boyle és Michael Biehn látható.
A filmet 1998-ban mutatták be az AFI Filmfesztiválon, de a gyenge nézői reakciók miatt csak DVD-n jelent meg 2000-ben.

## Cselekmény
Susan Holland külvárosban élő nő. Gazdag férje, Paul megölését tervezi, hogy megkaparinthassa annak életbiztosítását. Susan házasságtörő szeretőjén, Sam Meyersen keresztül felbérel két hozzá nem értő bűnözőt, Billt és Steve-et. Feladatuk Paul megölése egy rosszul sikerült rablásnak álcázva. Amikor azonban Bill és Steve lelövik Pault, a férfi túléli a merényletet és kórházba szállítják. Susan nem csügged, és folytatja férje megölésére irányuló tervét. Felbérel egy Bob nevű motorost, hogy végezze el a gyilkosságot, amíg Paul a kórházban lábadozik. Bob egy Betty Johnson nevű egykori prostituáltat bíz meg Dr. Chris Stillman, a Pault kezelő orvos elcsábításával – így az orvos átviszi Pault egy privát kórházi szobába, ahol Bob akadálytalanul végezhetvele.
Susan terve azonban kezd rá nézve is veszélyessé válni, amikor egy Scott nevű rendőrnyomozó gyanítani kezdi, hogy köze lehet a Paul elleni merénylethez. Sam volt felesége, Penny tudomást szerez a tervről, és Paul életbiztosítási pénzének egy részére pályázik. Bill és Steve továbbra is ragaszkodik a fizetséghez, bár nem sikerült megölniük Pault. Az egész filmben különböző szereplők fantáziajelenetei láthatók arról, hogy saját bűntársaik árulásától rettegnek, miközben a Paul megölésére irányuló terv részletei kezdenek szétesni. 
Bobnak sikerül beosonnia Paul kórházi szobájába, és egy párnával megfojtania őt. Másnap azonban, amikor Susan és Sam a rendőrségre készül, vallomást tenni és kifizetni Billt és Steve-t a munkájukért, Scott nyomozó és több rendőr mindannyiukat letartóztatják. A kórház biztonsági kamerái ugyanis rögzítették a Paul meggyilkolásához vezető összes eseményt. 
Amikor Bob megérkezik Susan házához, és a rendőrök a letartóztatására készülnek, a férfi megpróbál elmenekülni. Tüzet nyit a rendőrökre, de menekülés közben meglövik. Steve-t egy eltévedt golyó találja el a kereszttűzben. Susan börtönbe kerül, miközben Sam volt feleségét, Pennyt is letartóztatják, mivel tudott az összeesküvésről. Egyedül Bettynek sikerül megszöknie.
Susan, Sam, Bill és Penny már börtönben tölti büntetését, Bob, Steve és Paul holtteste pedig a helyi hullaházban van. Betty szabadon él Las Vegasban, és egy kaszinó koktélpincérnőjeként dolgozik. Dr. Stillman nyaralás közben véletlenül ellátogat a kaszinóba a feleségével és felismeri az új álnevén ott dolgozó Bettyt – azt is tudja, hogy köze volt Paul meggyilkolásához. Dr. Stillman azonban fél felesége negatív reakciójától, amennyiben fény derülne a Bettyvel folytatott rövid szexuális kalandjára. Végül úgy tesz, mintha nem ismerné fel, és elengedi a nőt, majd feleségével folytatja a nyaralását.

## Szereplők
| Szerep             | Színész             | Magyar hang            | Magyar hang             |
| Szerep             | Színész             | 1. szinkron (Mokép)    | 2. szinkron (RNR Média) |
| ------------------ | ------------------- | ---------------------- | ----------------------- |
| Susan Holland      | Nastassja Kinski    | Balázs Ágnes           | Németi Emese            |
| Sam Meyers         | Billy Zane          | Stohl András           | Medgyesfalvy Sándor     |
| Bob                | Dan Aykroyd         | Csuja Imre             | Daróczi István          |
| Bill               | Michael Biehn       | Rékasi Károly          | Hanyecz Róbert          |
| Steve              | Rob Schneider       | Józsa Imre             | Szőke-Kavinszky András  |
| Betty Johnson      | Lara Flynn Boyle    | Kiss Erika             | Stéfán-Bodor Mária      |
| Dr. Chris Stillman | Thomas Haden Church | Kálid Artúr            | Kovács Levente          |
| Scott nyomozó      | Bill Duke           | Hankó Attila           | Dobos Imre              |
| Penny Meyers       | Lisa Edelstein      | Timkó Eszter           | Firtos Edit             |
| Mrs. Beyers        | Sheree North        | Bókai Mária            | Márton Erzsébet         |
| Paul Holland       | Adrian Paul         | Sinkovits-Vitay András | Lélek Sándor Tibor      |
| szerencsejátékos   | Adam Rifkin         |                        |                         |
| szerencsejátékos   | Danny Huston        |                        |                         |

## Fordítás
- Ez a szócikk részben vagy egészben  a   Susan's Plan című angol Wikipédia-szócikk fordításán alapul.  Az eredeti cikk szerkesztőit annak laptörténete sorolja fel. Ez a jelzés csupán a megfogalmazás eredetét és a szerzői jogokat jelzi, nem szolgál a cikkben szereplő információk forrásmegjelöléseként.